# Itapúa Poty
Itapúa Poty, ein Distrikt im Departamento Itapúa von Paraguay, wurde am 6. August 1992 gegründet. Der Distrikt hat etwa 600 Einwohner und wird umgeben von den Nachbardistrikten Alto Verá, Capitán Meza und Pirapó.